# Föreningslagen
Föreningslagen är den lag i Finland som reglerar ideella föreningar, i synnerhet registrerade föreningar. Lagen tillämpas i viss mån också på andra samfund.
I Sverige finns ingen särskild lag som reglerar ideella föreningars verksamhet. För ekonomiska föreningar i Sverige gäller lagen (1987:667) om ekonomiska föreningar, i dagligt tal kallad "Föreningslagen".